# 시모카와 오텐
시모카와 오텐 (下川凹天, 1892년 5월 2일 ~ 1973년 5월 26일)은 일본의 애니메이션 제작자이다. 일본 오키나와 미야코섬 출신이며, 최초의 일본 애니메이션을 제작한 인물 중 한 명이다. 시모카와 헤코텐이라고도 부르며 본명은 시모카와 사다노리 (下川貞矩)이다.

## 생애
아버지는 초등학교 교장이었으나 오텐이 일곱살 때 병에 걸려 세상을 떠나면서, 도쿄로 상경해 그곳에 사는 숙부에 의지하며 생활을 이어갔다. 어려서부터 그림을 잘 그린 탓에, 초등학교 졸업 후 근대 일본 만화의 아버지로 불리는 기타자와 라쿠텐의 문하에 들어가 만화를 배웠다. 이후로는 일본 최초의 만화잡지 <도쿄 퍽>에 만화를 연재하기도 했다. '만화는 폭로예술이다'라고 하여 아름다움만을 추구했던 기존 예술계에 반발하는 진취적인 생각도 갖고 있었다.
1914년 미국과 영국, 프랑스의 애니메이션 작품이 수입되면서 인기를 얻자 일본 영화사들도 애니메이션 제작을 기획하였는데, 그 중에서 가장 먼저 제작에 착수한 사람이 시모카와였다. 덴카쓰의 제작의뢰로 제작을 시작하게 된 그는 정확한 애니메이션 제작법을 습득하지 못한 상태였다. 처음에는 J. 스튜어트 블랙본의 <유쾌한 변장 얼굴>과 비슷하게 칠판에 분필로 그림을 그리는 제작법을 사용하였으나 효율성이 극히 떨어지고, 선도 깨끗하지 않다는 단점을 발견하였다. 이후 장면마다 배경을 인쇄해두고 캐릭터를 그린 다음 겹치는 부분은 흰색으로 칠하는 방식을 고안하였고, 작업량은 많았지만 보다 자연스런 애니메이션을 추구할 수 있게 되었다.
그 결과 제작된 작품이 <문지기 이모카와 무쿠조 이야기>로, 1917년 1월 도쿄 아사쿠사 시네마클럽에서 처음 공개되었다. 부자연스러운 움직임에 사람의 걷는 속도도 일정하지 않아 불안정한 작품이었지만, 공개 시기순으로는 일본 최초의 애니메이션 작품으로 인정받고 있다.
작화 과정에서 전등 투과광에 노출되면서 시력이 나빠진 시모카와는 그대로 애니메이션 제작에서 손을 뗴고, 1919년 본업인 만화계로 돌아와 신문 만화 연재를 시작하였다. 이 시기의 대표작은 요미우리 신문에 연재한 <홀아비 간씨>가 있다. 만평계에서도 활약하였으며 당대 캐리커처를 잘 그리기로 정평이 났다.

## 참고 문헌
- 야마구치 야스오 (2005). 《일본 애니메이션의 역사》. 미술문화. 46-47쪽. ISBN 89-86353-99-7.